# André Ceccarelli
Pour les articles homonymes, voir Ceccarelli.
 (juin 2021).
Si vous disposez d'ouvrages ou d'articles de référence ou si vous connaissez des sites web de qualité traitant du thème abordé ici, merci de compléter l'article en donnant les références utiles à sa vérifiabilité et en les liant à la section « Notes et références ».
André Ceccarelli, né à Nice le 5 janvier 1946, est un batteur de jazz français. Il fut membre du groupe de rock français Les Chats sauvages pour ses débuts professionnels en 1962.

## Biographie

### Débuts professionnels
André Ceccarelli débute à l'âge de quinze ans dans les salons de l'Hôtel Royal de Nice sur la promenade des Anglais où il joue avec quelques musiciens lors de thés dansants organisés les fins de semaine. C'est là qu'il est repéré par une chasseuse de tête, épouse du saxophoniste niçois Jean Tosan. Il est présenté aux frères Jean-Claude et Gérard Roboly et participe sur leurs demandes et sur les conseils de son père, à des répétitions du groupe de rock français Les Chats Sauvages qui cherche un nouveau batteur. Ceccarelli est engagé à l'âge de 16 ans en mai 1962.
Après un peu moins de 2 ans d'activité, plusieurs tournées et l'enregistrement de 6 EP 45 t et un album 33 t 25 cm avec le groupe, il le quitte en février 1964 pour reprendre quelque temps le poste de batteur au sein de l'orchestre du Casino du Sporting Club de Monaco, place que son père occupait auparavant dans l'orchestre d'Aimé Barelli. Après avoir joué avec de nombreux artistes de variétés en studio et en tournées, notamment Claude François, il s'oriente finalement vers le jazz, ce qu'il a voulu toujours faire et va être amené à jouer avec les plus grands jazzmen de l'époque, tout en devenant un musicien de studio très actif.

### Musicien de jazz
À partir de la fin des années 1960, il collabore avec l'arrangeur et trompettiste Ivan Jullien avec qui il enregistre notamment l'album Synthesis (1978). Il participe aussi au groupe éphémère Troc (1972) avec Jannick Top et Alex Ligertwood et signe deux albums de style fusion, l'un pour le label Bingow enregistré entre 1972 et 1973, l'autre pour le label Carla en 1977 avec d'anciens membres de Troc. En 1974, il joue dans l'orchestre de Jean-Claude Naude et participe à l'album A New Kind of Band.
En 1975, il fait partie du groupe français CCPP (Ceccarelli, Chantereau, Padovan, Pezin).
En 1979, il entame une carrière aux États-Unis aux côtés de Bunny Brunel et Chick Corea. Il fait partie du groupe BNTF (Bad News Travel Fast) avec notamment les frères Michael et Randy Brecker ; le groupe enregistre deux albums, Look Out et Ordinary Man.
En 1987, il rencontre Dee Dee Bridgewater avec qui il poursuivra une fidèle collaboration. Avec Sylvain Luc et Jean-Marc Jafet, il fonde en 2000 le Trio Sud.
Il enregistre en tant que leader depuis les années 1990.
Il reforme le groupe Troc en novembre 2011 avec Jannick Top (basse), Alex Ligertwood (chant), Éric Legnini (claviers) et Claude Engel (guitare).
En 2013, à l'occasion de ses 50 ans de carrière, il publie son dernier album en tant que leader Ultimo, expliquant que cet album clôt « [s]a carrière en tant que leader, remplie d’amour, de rencontres magiques, de musiques, tellement de musiques et d'amis merveilleux… ». C'est un disque de chansons accompagné par un orchestre classique dirigé et arrangé par Pierre Bertrand. On y retrouve, entre autres, Pierre-Alain Goualch, Diego Imbert, son fils Régis Ceccarelli au chant, Richard Bona ou encore David Linx.

### Autres activités
André Ceccarelli est également le parrain officiel du festival « Jazz à toute heure », créé en 1998 à Saint-Rémy-lès-Chevreuse, auquel il participe en trio chaque année à la première. Il est également parrain du Nice Jazz Festival en 2013.
En 2016 il participe au projet pédagogique en ligne Imusic-school, en collaboration avec Franck Agulhon.

## Récompenses
- 1993 : Victoires du jazz dans la catégorie « Album jazz instrumental de l'année » pour Hat Snatcher.
- 2011 : Victoires du jazz : Victoire d'honneur

## Discographie

### En tant que leader
- 1976 : Rythmes (Music De Wolfe)
- 1978 : Ceccarelli (Polydor)
- 1981 : André Ceccarelli (J.-M. Salhani)
- 1990 : André Ceccarelli (Polydor)
- 1990 : Dansez sur Moi (Phonogram)
- 1992 : Hat Snatcher (Polygram Jazz)
- 1994 : 3 around the 4 (Verve)
- 1995 : From the Heart (Verve)
- 1997 : West Side Story (BMG France)
- 1999 : 61:32:00 (BMG France)
- 2004 : Carte Blanche (Dreyfus Jazz)
- 2005 : Avenue des Diables Blues (Dreyfus Jazz)
- 2006 : Golden Land (CamJazz)
- 2006 : Sweet People (CamJazz)
- 2013 : Ultimo (Universal Music France, EmArcy)